# McMurdo Sound
De McMurdo Sound is een zeestraat in de Rosszee bij Antarctica.

## Beschrijving
De McMurdo Sound ligt aan de noordwestrand van het Ross-ijsplateau, ten westen van het eiland Ross. Omdat de Sound in het zuiden permanent wordt geblokkeerd door het Ross-ijsplateau is het feitelijk een baai. De McMurdo Sound werd in februari 1841 ontdekt door James Clark Ross (1800-1862), die haar noemde naar Archibald McMurdo, een officier van de Royal Navy op HMS Terror, een van de twee schepen van Ross' expeditie (1839-1843). In de McMurdo Sound, waar geen goede ankerplaatsen zijn, liggen de Dellbridge-eilanden.
Aan de rand van de McMurdo Sound, op de zuidpunt van Ross-eiland, ligt McMurdo Station, de grootste basis op Antarctica. Sinds men in de negentiende eeuw begon met het verkennen van Antarctica doet McMurdo Sound dienst als strategische waterweg. Een van de eersten die McMurdo Sound als uitvalsbasis gebruikten waren Ernest Shackleton (1874-1922) en Robert Falcon Scott (1868-1912). Het gebied vervult nog altijd een belangrijke logistieke functie, bijvoorbeeld voor vliegtuigen die landen op het nabij Ross Island gelegen Amerikaanse vliegveld Williams Field.
Zowel in de zomer als in de winter is McMurdo Sound een moeilijk begaanbaar gebied vanwege grote hoeveelheden pakijs. Soms ontstaan echter tijdelijk plekken met open water, doordat de oceaanstromen en de stevige Antarctische winden het pakijs in de Rosszee drijven.